# Aichi

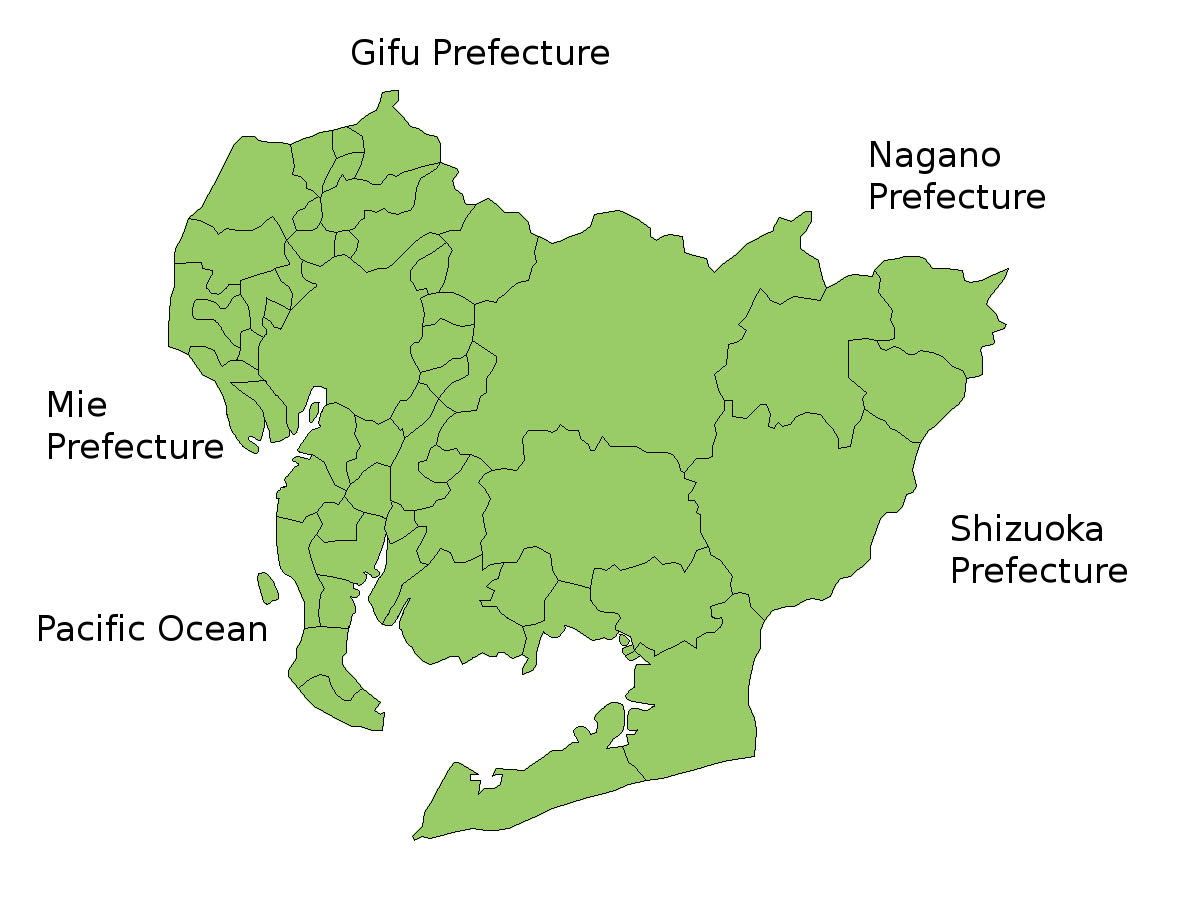
Mapa de Aichi

Aichi (愛知県, あいちけん, Aichi-ken) é uma prefeitura do Japão, localizada na região de Chubu, na ilha de Honshu. A sua capital é Nagoia.

## História
Originalmente, a região era divida em duas províncias, Owari(尾張) e Mikawa(三河). Após a Restauração Meiji, Owari e Mikawa foram unificadas e, em 1871, após a abolição do sistema han, Owari se estabeleceu como a Província de Nagoia (com exceção da península de Chita), enquanto Mikawa formou a província de Nukata, junto com a Peninsula de Chita. A província de Nagoia passou a se chamar província de Aichi em abril de 1872, e se unificou com a província de Nukata em 27 de novembro do mesmo ano.
Atualmente, a sede política da província de Aichi localiza-se em Nagoia, que era a capital da antiga Owari.
A Expo 2005 (Exposição Universal) foi sediada em Seto, Aichi e Nagakute, Aichi.

### A origem do nome Aichi
No terceiro volume Man'yōshū há um poema escrito por Takechi Kurohito, O canto do grou, chamando Sakurada; soa como a onda, drenando das areias de Ayuchi, ouvindo o canto do grou. Ayuchi é a forma original do nome Aichi, e o depósito aluvial de Fujimae-Higata é tudo o que sobrou da antiga Ayuchi-gata. Hoje, é uma área protegida.

## Geografia
Localizada perto do centro da principal ilha japonesa — Honshu, a província de Aichi é limitada pela baía de Ise e pela Baía de Mikawa(三河地方) a sul; pela província de Shizuoka a leste; pela província de Nagano a nordeste; pela província de Gifu a norte e pela província de Mie a oeste. Mede 106 km na sua largura máxima, de leste a oeste e 94 km de norte a sul. Tem uma área de 5 153,81 km², o que constitui cerca de 1,36% do total da área da superfície do Japão. O ponto mais alto é Chasuyama(茶臼山), 1 415 metros acima do nível médio do mar.
A parte ocidental da província é dominada pela cidade de Nagoia — a quarta maior cidade do Japão — e pelos seus subúrbios, enquanto que a parte oriental é relativamente menos densa populacionalmente, ainda que estejam aí presentes muitos centros industriais de grande relevância económica.

### Cidades
A província de Aichi possui 38 cidades:
| - Ama - Aisai - Anjo - Chiryu - Chita - Gamagori - Handa - Hekinan - Ichinomiya - Inazawa - Inuyama - Iwakura | - Kariya - Kasugai - Kitanagoya - Kiyosu - Komaki - Konan - Miyoshi - Nagakute - Nagoia — Capital - Nishio - Nisshin - Okazaki | - Obu - Owariasahi - Seto - Shinshiro - Tahara - Takahama - Tokoname - Tokai - Toyoake - Toyohashi - Toyokawa - Toyota | - Tsushima - Yatomi |

### Distritos
| - Distrito de Chita - Distrito de Hazu - Distrito de Hoi | - Distrito de Kitashitara - Distrito de Nishikamo - Distrito de Nishikasugai | - Distrito de Niwa - Distrito de Nukata |

## Economia

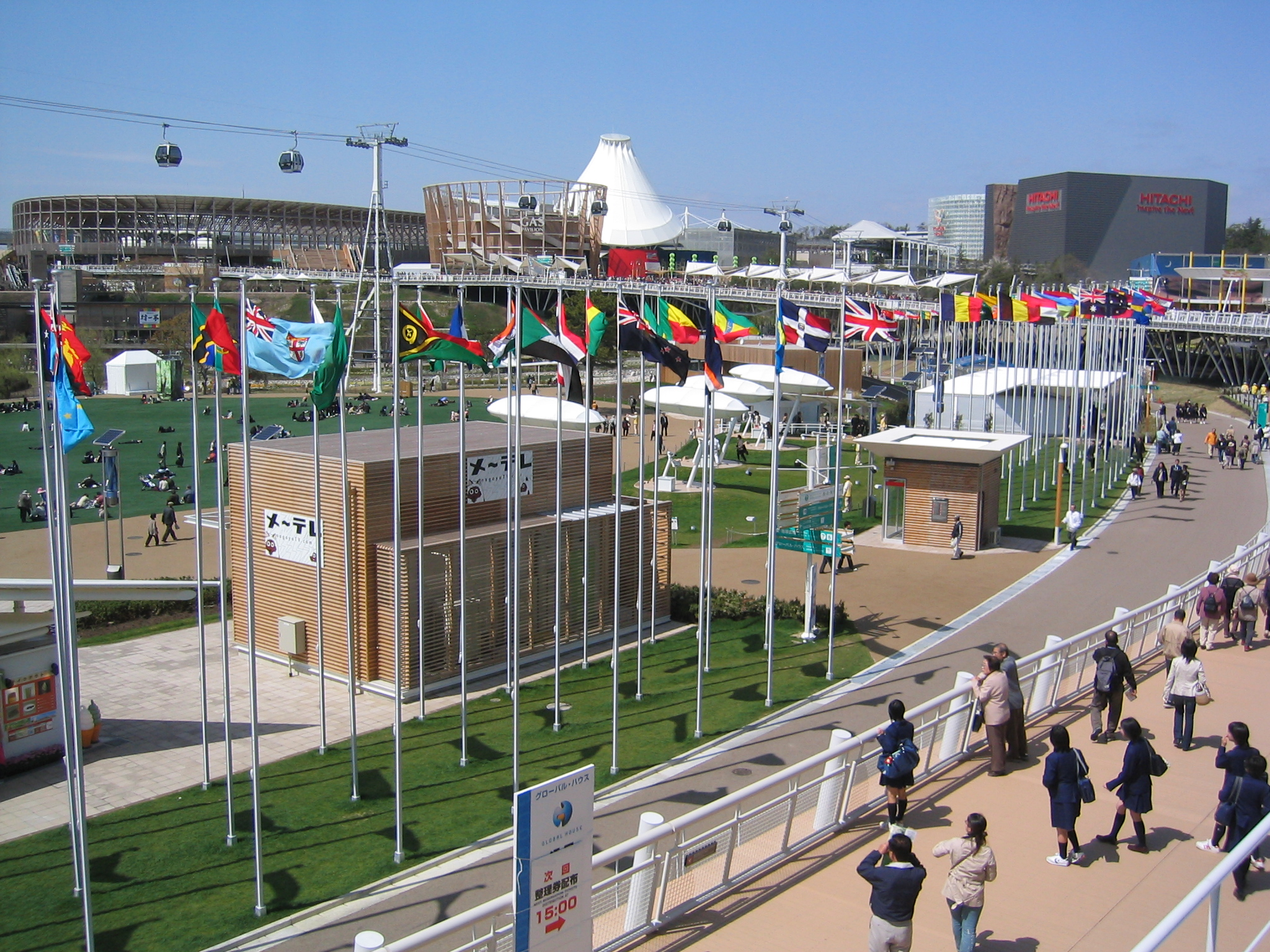
Expo 2005

A produção industrial de Aichi é uma mais elevada de todas as províncias do país. A província é conhecida como o centro da indústria automóvel, indústrias de cerâmicas, tecidos e aerospacial japonesa. Entre as companhias aí sediadas encontramos:
- Aisin Seiki, (Kariya＝刈谷)
- Brother Industries, Ltd. (Nagoia)
- Matsuzakaya (Nagoia)
- Caminhos-de-ferro de Nagoia (Nagoia)
- Nippon Sharyo (Nagoia)
- Noritake (Nagoia)
- Toyota Motor (em Toyota)

Empresas como a Daimler-Chrysler,Fuji Heavy Industries, Mitsubishi Motors, Pfizer, Sony, Suzuki, e Volkswagen também controlam unidades industriais em Aichi.

## Demografia

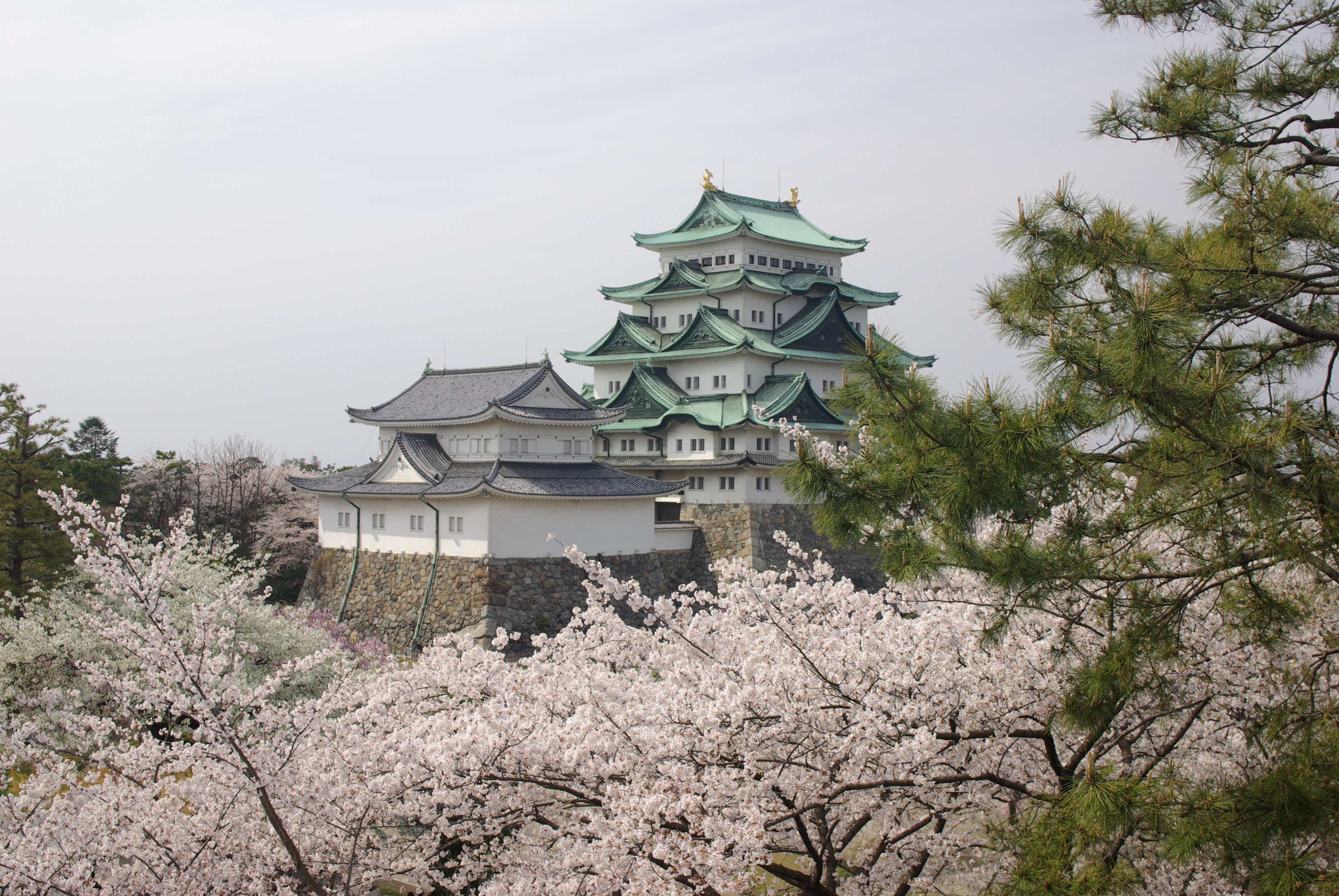
Castelo de Nagoia

Em 2001 a população da província de Aichi era 50.03% masculina e 49.97% feminina [ligação inativa].
139,540 de seus residentes eram de nacionalidade estrangeira.
| Idade         | % População | % Masculina | % Feminina |
| ------------- | ----------- | ----------- | ---------- |
| 0 - 9         | 10.21       | 10.45       | 9.96       |
| 10 - 19       | 10.75       | 11.02       | 10.48      |
| 20 - 29       | 15.23       | 15.71       | 14.75      |
| 30 - 39       | 14.81       | 15.31       | 14.30      |
| 40 - 49       | 12.21       | 12.41       | 12.01      |
| 50 - 59       | 15.22       | 15.31       | 15.12      |
| 60 - 69       | 11.31       | 11.22       | 11.41      |
| 70 - 79       | 6.76        | 6.01        | 7.52       |
| acima dos 80  | 3.12        | 2.01        | 4.23       |
| desconhece-se | 0.38        | 0.54        | 0.23       |

### Brasileiros no Aichi

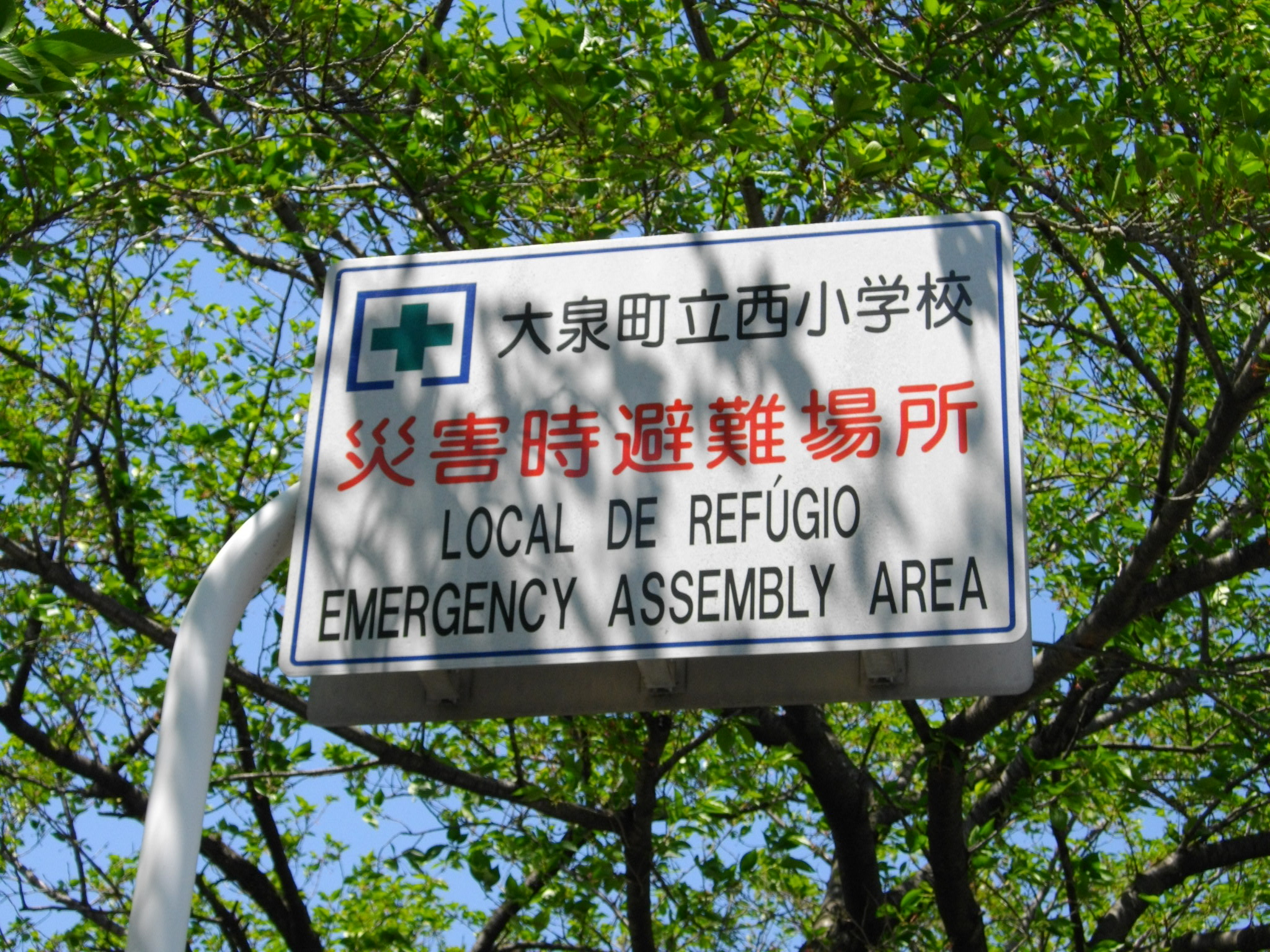
Uma placa de rua em japonês, inglês e português em Oizumi, Japão

Lar de aproximadamente 62 000 brasileiros e representa a maior proporção de estrangeiros na prefeitura, a prefeitura japonesa com o maior número de brasileiros e uma das maiores comunidades brasileiras na Ásia. As prefeituras vizinhas de Shizuoka (33 000) e Mie (14 000) estão entre as prefeituras com maior proporção de brasileiros. Na década de 1990, muitos trabalhadores brasileiros vieram para o Japão, alguns também Decasségui (brasileiros com raízes japonesas), para trabalhar na indústria. Naquela época, alguns brasileiros foram trabalhar na fábrica da Toyota, onde muitos trabalham até hoje. As cidades de Aichi com mais brasileiros são Toyohashi (10 000) a Toyota (6 000), e em Aichi há algumas placas que estão em português. Aichi é a província com o maior número de estrangeiros no Japão, depois de Tóquio, e também tem o maior número de vietnamitas (48 000) e filipinos (44 000) no Japão. Aichi também possui uma grande comunidade latino-americana e uma grande proporção de peruanos (8 000) e bolivianos (1 500).

## Turismo

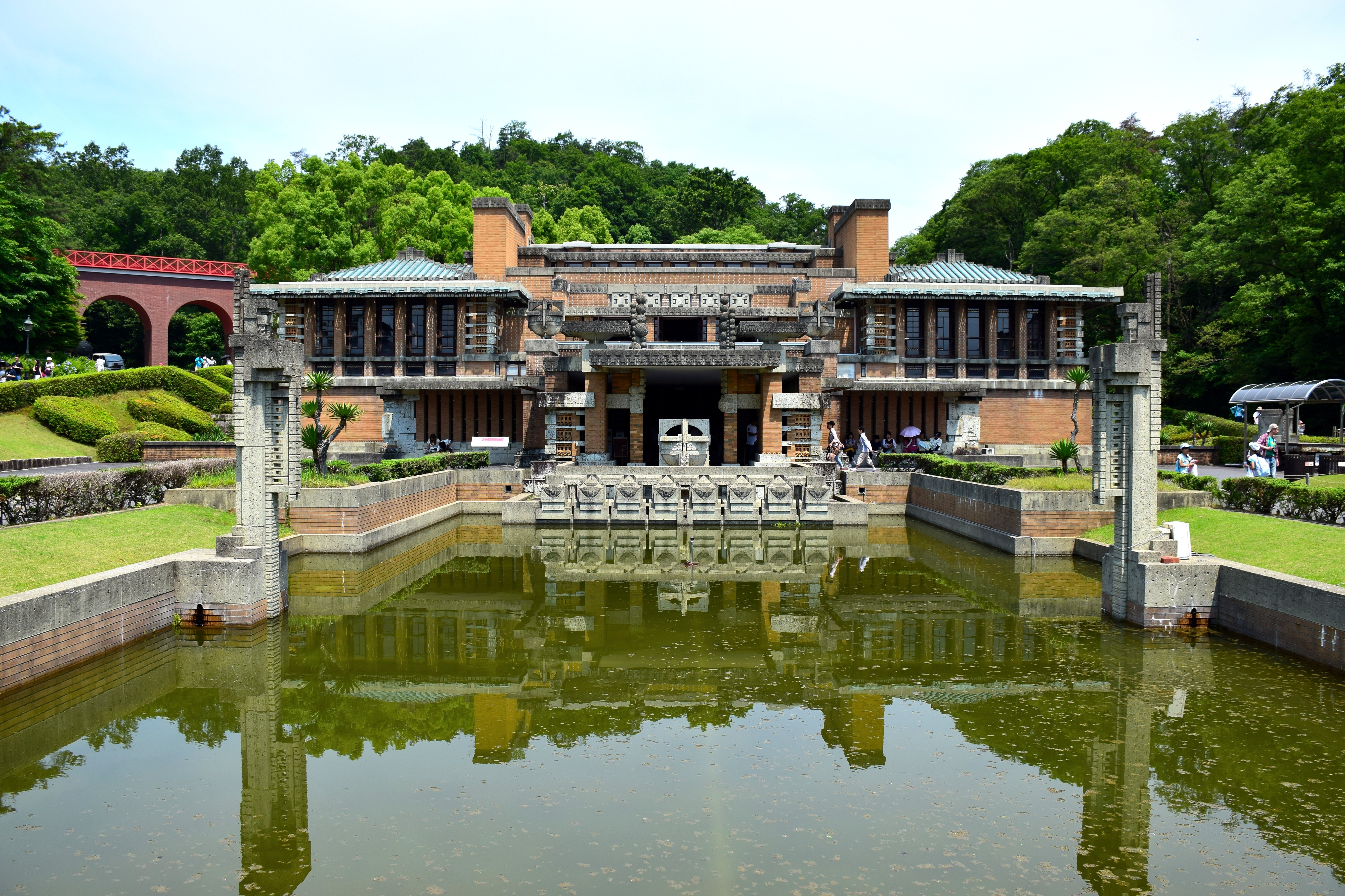
O museu Meiji Mura em Inuyama preserva o principal salão do antigo Hotel Imperial, desenhado por Frank Lloyd Wright

Entre os locais mais concorridos em termos turísticos pode-se citar o museu Meiji Mura, ao ar livre, em Inuyama, que preserva alguns edifícios históricos dos períodos Meiji e Taisho, incluindo o salão, reconstruído, feito por Frank Lloyd Wright para o Hotel Imperial (que se situava em Tóquio de 1923 a 1967).
O Castelo de Nagoia, construído em 1612 a mando de Ieyasu Tokugawa. O santuário de Atsuta que é considerado o segundo mais sagrado para o xintoísmo, já que abriga os tesouros da Família Imperial.
Outros circuitos turísticos incluem viagens pelos locais de produção de automóveis da Toyota, na cidade com o mesmo nome; o parque de macacos em Inuyama, e os castelos de Nagoia, Toyohashi, e Inuyama.
Como Aichi se localiza ao longo da costa oriental, existem alguns locais com paisagens atractivas. As praias não são, contudo, tão significativas quanto as da província vizinha de Shizuoka. As principais atracções turísticas são construídas pelo homem — ligadas à história da região ou aos grandes empreendimentos modernos.

## Esportes
Futebol
- Nagoya Grampus (Nagoia)
- F.C. Kariya (Kariya)

Baseball
- Chunichi Dragons (Nagoia)

Voleibol
- Toyoda Gosei Trefuerza (Distrito de Nishikasugai)
- Denso Airybees (Nishio)
- Toyota Auto Body Queenseis

Rugby
- Toyota Verblitz (Toyota)